# Dominik Bilimek

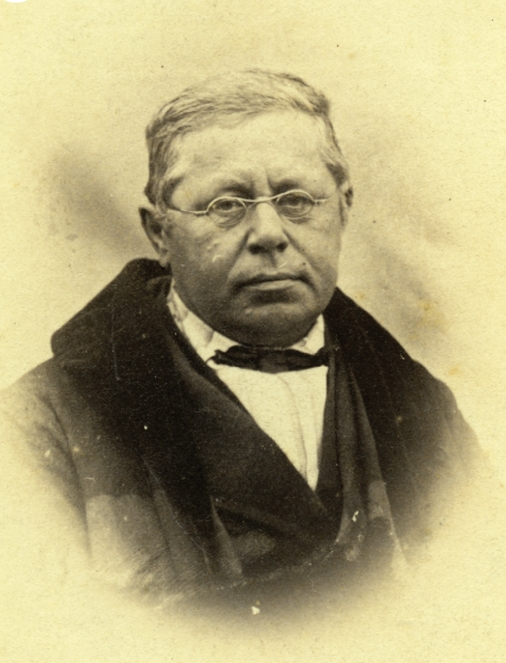
P. Dominik Bilimek OCist

Dominik Bilimek OCist. (geboren als Adolf Josef Bilimek; * 25. Februar 1813 in Neutitschein, Österreichisch-Schlesien; † 3. August 1884 im Heiligenkreuzerhof in Wien) war ein österreichischer Zisterzienser Priester, Zoologe, Naturforscher und Botaniker von europäischem Rang.

## Leben

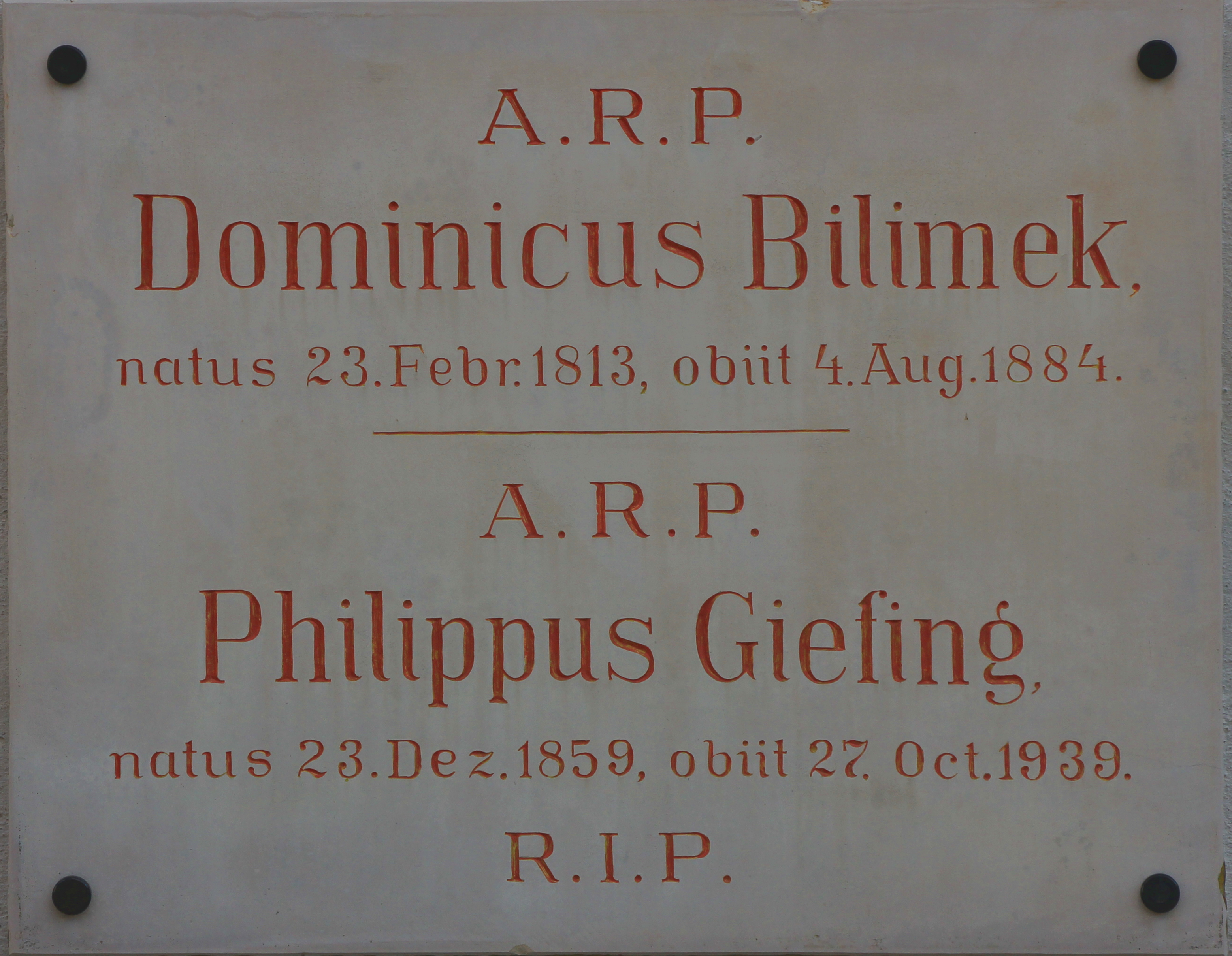
Grabtafel P. Dominicus Bilimek

Adolf Josef Bilimek wurde 1813 zur Zeit des Kaisertums Österreich in Neutitschein in Österreichisch-Schlesien als Sohn des Fleischhauers Dominik Bilimek und dessen Ehefrau Theresia geb. Korlius geboren. Nach dem Besuch des Gymnasiums trat Bilimek 1832 als Novize in das Zisterzienserstift Neukloster in Wiener Neustadt ein und nahm nach seiner Feierlichen Profess 1936 den Ordensnamen „Dominik“ an. Nach dem Theologiestudium an der Hauslehranstalt des Stiftes Heiligenkreuz, wo sein Interesse an den Naturwissenschaften geweckt wurde und er sich im Naturalienkabinett des Stiftes autodidaktisch erste Kenntnisse aneignete, wurde er 1837 zum Priester geweiht.
Danach war P. Dominik zunächst Kooperator in der zum Stift gehörenden Pfarre Wiener Neustadt. Von 1837 bis 1843 war er Pfarrer in Würflach im südlichen Niederösterreich, wo er die Flora des nahe gelegenen Schneebergmassivs, das er über hundertmal bestieg, beschrieb und die spezielle Systematik der Phanerogamen und Insekten inventarisierte. Darüber hinaus untersuchte Bilimek auch die Vegetation des Höllentales im Mariazeller Gebiet sowie des Helenentales bei Baden. Ab 1844 erforschte er die Pflanzen der Hochmoore, der pannonischen Trockenrasen und die Flora der Kalk- und Lösshänge der Hainburger Berge. Schon damals entdeckte Bilimek einige neue Insekten und beschrieb seltene Pflanzen, wie den Österreichischen Drachenkopf (Dracocephalum austriacum) bei Baden oder das Spitzel Knabenkraut (Orchis spitzelii), das er 1845 erstmals in Österreich fand. In diesen Jahren bereiste er den Plattensee, den Bakonywald sowie die Adria und ab 1850 lehrte Bilimek am Wiener Neustädter Gymnasium Religion und Naturgeschichte.
Von 1854 bis 1864 wurde Bilimek durch Erlass der Obersten Heeresleitung der k. k. Armee zum Professor für Naturgeschichte an den Militärakademien des österreichischen Kaiserreichs berufen, deren naturwissenschaftliche Lehrsammlungen er aufbaute. So konnte sich so ganz seinen umfangreichen botanischen Forschungen widmen. Während seines Aufenthaltes an der Militärakademie in Krakau nutzte er den dortigen Botanischen Garten für vergleichende Studien und sandte regelmäßig Herbarbelege an den Zoologisch-Botanischen Verein in Wien. Auch beschäftigte er sich mit der Kryptogamenflora Galiziens und dehnte seine Studien auf paläontologisches Material aus.
Auf seinen Exkursionen wurde Bilimek häufig von dem Geologen und Politiker Eduard Suess begleitet, mit dem ihn eine langjährige Freundschaft verband. In Eisenstadt lernte Bilimek Erzherzog Ferdinand Maximilian kennen und folgte ihm nach Mexiko, wo er ab 1865, nachdem dieser als Maximilian I. zum Kaiser von Mexiko gekrönt worden war, als Naturforscher in dessen Diensten stand. Als Kustos des kaiserlichen Museums auf Schloss Chapultepec in Mexiko-Stadt widmete sich Bilimek zunächst der Erforschung der näheren Umgebung des Schlosses und der Gegend um Querétaro, bereiste aber auch das zentrale Hochland, wohin ihn Kaiser Maximilian und seine Gattin Charlotte des Öfteren begleiteten. In der Grotte von Cacahuamilpa gelang Bilimek die Entdeckung und Erstbeschreibung verschiedener Arthropodenarten. Die Fauna der Grotte Cacahuamilpa in Mexiko sollte seine einzige Publikation bleiben.
Am 25. Januar 1867 ernannte ihn der Kaiser in Vorahnung seines unausweichlichen Endes zum Direktor des Naturhistorischen Museums in Schloss Miramare bei Triest und Lacroma. Nach dem gewaltsamen Tod des Kaisers am 19. Juni 1867 gelang es P. Dominik, der die Wirren des mexikanischen Bürgerkrieges bei Freunden in Orizaba überlebt hatte, die umfangreichen zoologischen und botanischen Sammlungen des Kaiserhauses, soweit sie nicht schon mit kaiserlicher Post nach Europa gebracht worden waren, nach Veracruz zu bringen und mit einem britischen Schiff nach Europa zurückzukehren. Dort angekommen, setzte er, wie vom Kaiser gewünscht, seine Arbeit als Direktor des Naturhistorischen Museums im Schloss Miramare fort. Seine Besoldung wurde anfänglich durch Exkaiserin Charlotte, später durch das k. k. Oberhofmeisteramt bestritten. Um die Bestände des Museums zu ergänzen, unternahm er 1873–81 von Schloss Miramare aus alljährlich ausgedehnte Forschungsreisen in europäische Länder sowie nach Ägypten, Palästina und Tunesien
P. Dominik, anfänglich Kapitular des Stiftes Neukloster und nach dessen Vereinigung mit dem Stift Heiligenkreuz ab 1882 Kapitular desselben, verbrachte seinen Lebensabend im Heiligenkreuzerhof in Wien, wo er auch am 3. August 1884 verstarb. Er wurde am Ortsfriedhof in Heiligenkreuz an der nordöstlichen Friedhofsmauer in einem Erdgrab beigesetzt.

## Nachruf
Heute erinnern die Namen „Typhlotrechus bilimeki“ (1847) einer Höhlenkäferart, „Pheidole bilimeki“ (1870) für eine Ameise, „Euxesta bilimeki“ (1909) für eine Schmuckfliege sowie „Chusquea bilimekii“ (1886) für eine mexikanische Bambusart an den österreichischen Zoologen und Forscher P. Dominik Bilimek in die naturwissenschaftliche Nomenklatur ein.
Teile seiner Sammlungen sowie seines Herbars befinden sich heute in vielen Museen der Welt, wie in Wien (Naturhistorisches Museum, Völkerkundemuseum, Nationalbibliothek), Paris, London, Lyon, Washington, New York, Sankt Petersburg, Kopenhagen und natürlich auch in Mexiko-Stadt.